# محمد رضا الغراوي
الشيخ محمد رضا بن القاسم الغراوي النجفي (1303 هـ - 1385 هـ). هو رجل دين ومتكلِّم ومفسِّر شيعي عراقي من أهل النجف درس على جملة من أعلام التشيُّع وهو مُجاز من عددٍ منهم روايةً واجتهاداً كما هو مفصّل في كتب التراجم والسيِّر، ترجمه وفصّل حياته حفيده حجة الإسلام الشيخ رافد الغرّاوي في روضه.
وقد أسند إليه أبو الحسن الأصفهاني في عام 1352 هـ مهمَّة التمثيل الديني عنه في قضاء أبي الخصيب في البصرة، وبعد فتنة العرب والعجم عام 1354 هـ آثر الرجوع إلى النجف وبقي فيها إلى آخر يوم في حياته.

## ولادته ونشأته
كانت ولادته سنة 1303 هـ / 1886 م في قرية ميامين حيث كان والداه في طريقهما لزيارة مدينة مشهد، وتوفي والده بعد رجوعهم إلى موطنهم النجف وهو في الخامسة من عمره، فنشأ يتيم الأب.
وقد التحق بالحوزة النجفيَّة، وتتلمذ فيها على عدد من أعلام الشيعة المعروفين في النجف كمحمد حسين آل كاشف الغطاء والآخوند الخراساني ومحمد حسين الأصفهاني وأبو الحسن الأصفهاني ومحمد جواد الحولاوي وعلي رفيش ومحمد كاظم الطباطبائي اليزدي ومهدي المازندراني، وله من إجازات رواية من بعض الأعلام كحسن الصدر ومهدي البحراني وغيرهما.

## مؤلفاته
للشيخ الغرّاوي مؤلَّفات عديدة ذكر جواد شبَّر أنَّها تنوف على الخمسين كتاباً، فيما ذكر الشاكري في أنَّها تنوف على الستين كتاباً، فيما حددَّ آل محبوبة عدد مؤلَّفاته بثلاثٍ وستّين كتاباً، ومن كتبه ومؤلَّفاته:
| - أدلة الأحكام في شرح شرائع الإسلام. - الأنوار الجامعة في شرح الزيارة الجامعة. - صحيفة الأمان في أحوال صاحب الزمان. - نفائس التذكرة في شرح التبصرة. شرح على كتاب تبصرة المتعلمين لابن المطهَّر الحلِّي. - إزالة الغواشي في مدرك الحواشي. - عقود الدرر في شرح المعتبر. - شرح الهداية. شرح على كتاب الهداية بالخير لابن بابويه القمي المعروف بالشيخ الصدوق. - لوامع الغرر. منظومة في المواريث. - أصدق المقال في علم الدراية والرجال. - معرفة الأحوال في علم الرجال. - زهرة العوالم في نظم أصول المعالم. - طرايق الوصول إلى علم الأصول. - نصيحة الضال. في الإمامة. - النور المبين. رد على أحمد زيني دحلان. | - الإنذار في قطع الأعذار. في الإمامة. - لاهبة المعاد في الكلام. - الزاد المدخر في شرح الباب الحادي عشر. شرح على كتاب الباب الحادي عشر للحلِّي. - البضاعة المزجاة. ثلاثة أجزاء في الأخلاق والسير والمواعظ. - سبيل الرشاد. في المواعظ. - النور الوافي في تهجية أخبار الكافي. - رتب أخبار الكافي. على حروف الهجاء. - موهبة الرحمن في تفسير القرآن. - الخيرات الحسان في تفسير القرآن. - النجم الثاقب. مختصر كتاب عمدة الطالب في النسب. - أماني الأديب في اختصار مغني اللبيب. - بلوغ منى الجنان في التفسير لبعض سور القرآن. - محاسن الكواكب. ديوان شعر. - الكنز المدخر في آداب المسافر والسفر. |

وله ما يقارب مئتين مصنف مخطوط بمختلف العلوم، حفظت وبقيت موجودة بمكتبة ولده جاسم الغرّاوي، المسماة: (نصيحة الضّال)، وقد حجزت مخطوطات هذه المكتبة لدائرة المتحف الوطني العراقي وتعتبر عائدة إليه -مع العلم أنها غير موجودة فيه-، وتقع في محافظة الديوانية.